# Polyipnus latirastrus
Polyipnus latirastrus är en fiskart som beskrevs av Last och Harold, 1994. Polyipnus latirastrus ingår i släktet Polyipnus och familjen pärlemorfiskar. Inga underarter finns listade i Catalogue of Life.